# Pont des Mariniers de Châlons-sur-Marne
Le Pont des Mariniers est situé à Châlons-en-Champagne, il passe au-dessus du Mau. Il a été construit en 1560 et son nom évoque l'activité portuaire de l'ancien port Saint-Antoine, il est inscrit Notice no IA51000726, sur la plateforme ouverte du patrimoine, base Mérimée, ministère français de la Culture.

## Le pont
La première mention de ce pont date de 1444, il fut modifié en 1560 avec ajout d'une construction au-dessus, similaire au Château du Marché. Il fermait la ville et était connu comme Château Saint-Antoine puis il fut remplacé par un moulin à blé en 1801.

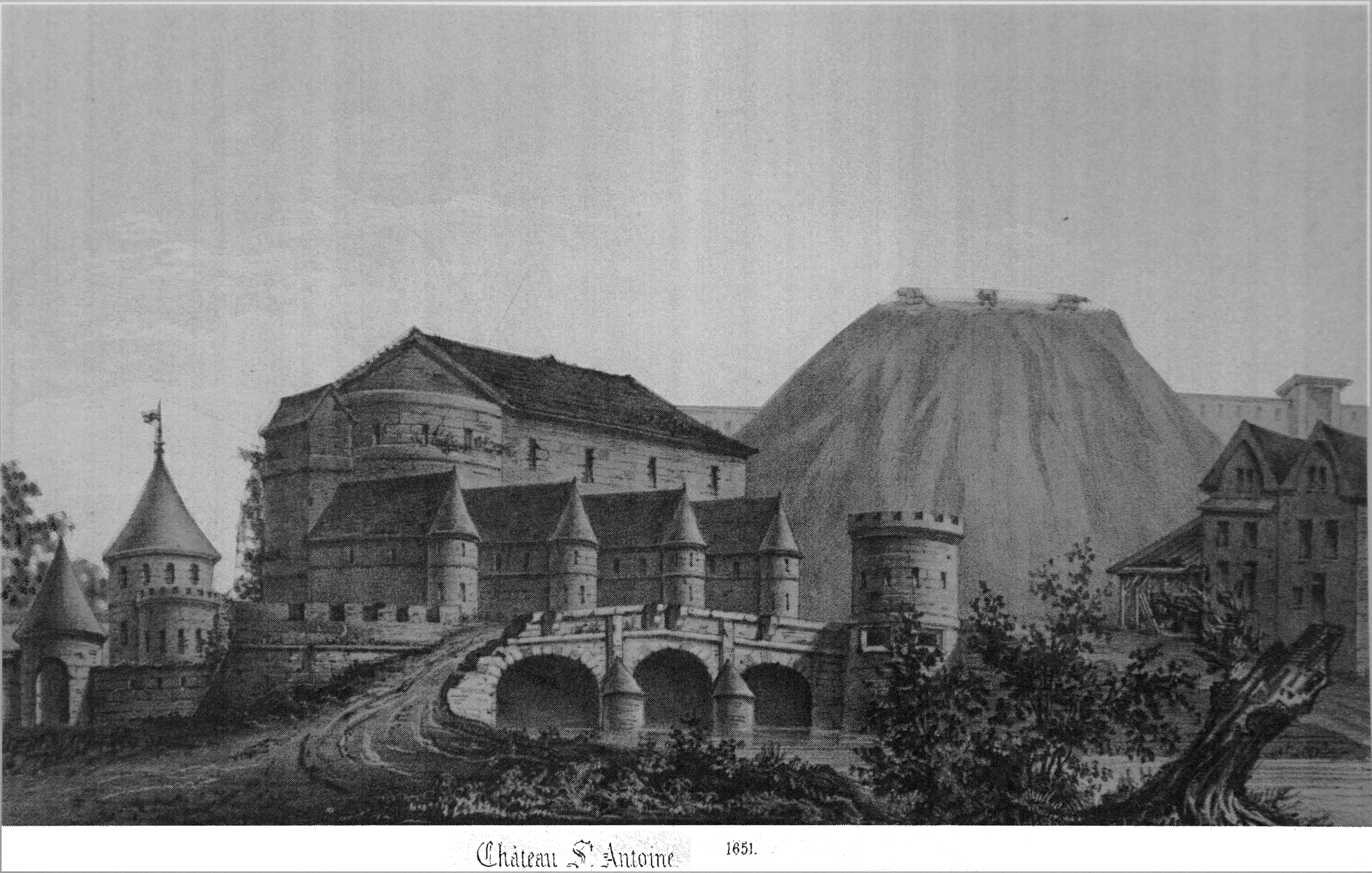
Le pont devant le château Saint-Antoine, par Louis Barbat.

## Défense de la ville
La défense de la ville sur la route de Reims et le Mau, qui est aussi connue comme canal Saint-Antoine comprenait, outre le pont qui faisait barrage, une tour sur la rive ouest, elle apparaît sur la carte ci-dessous, adossée au cimetière et à l'abbaye de Toussaints. Mentionnée en 1492, elle fut modifiée en 1521 pour transformer la tour maudite en plateforme d'artillerie.

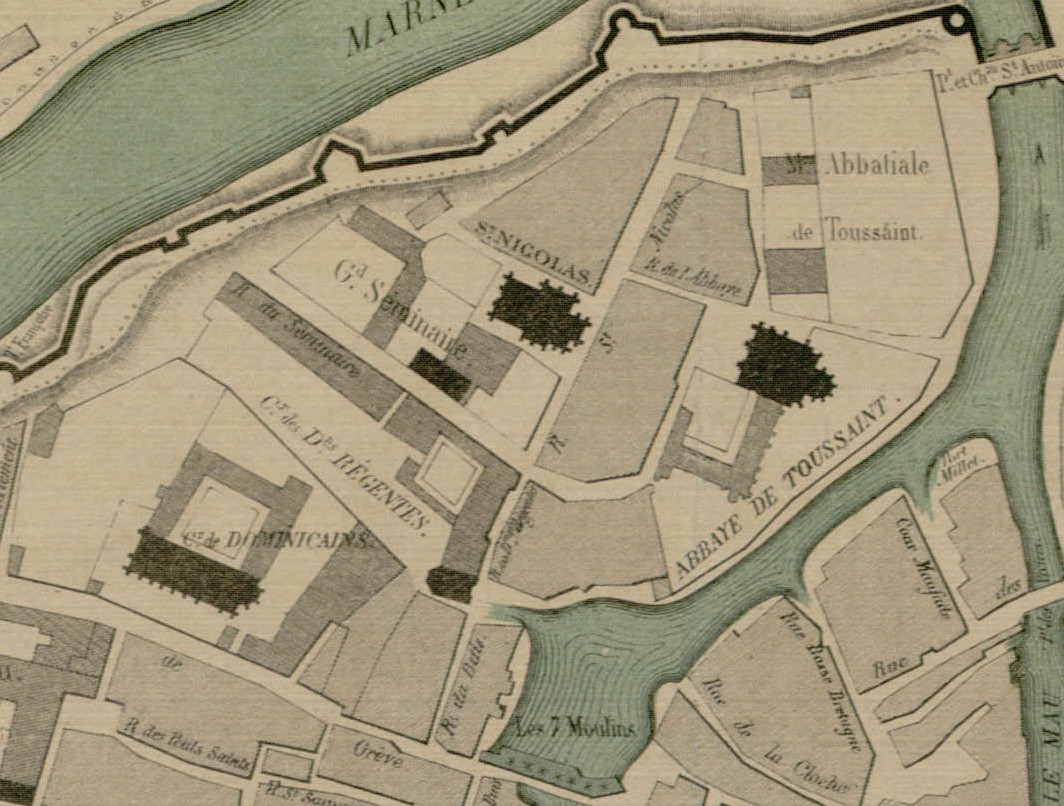
Carte de 1755, le pont est dans le coin supérieur droit.

## Porte de ville
Le pont servait aussi de porte de ville et d'octroi dont la première mention est de 1421, elle est modifiée en 1742 puis rebâtie en une arche unique en 1784 puis disparaît en 1884.

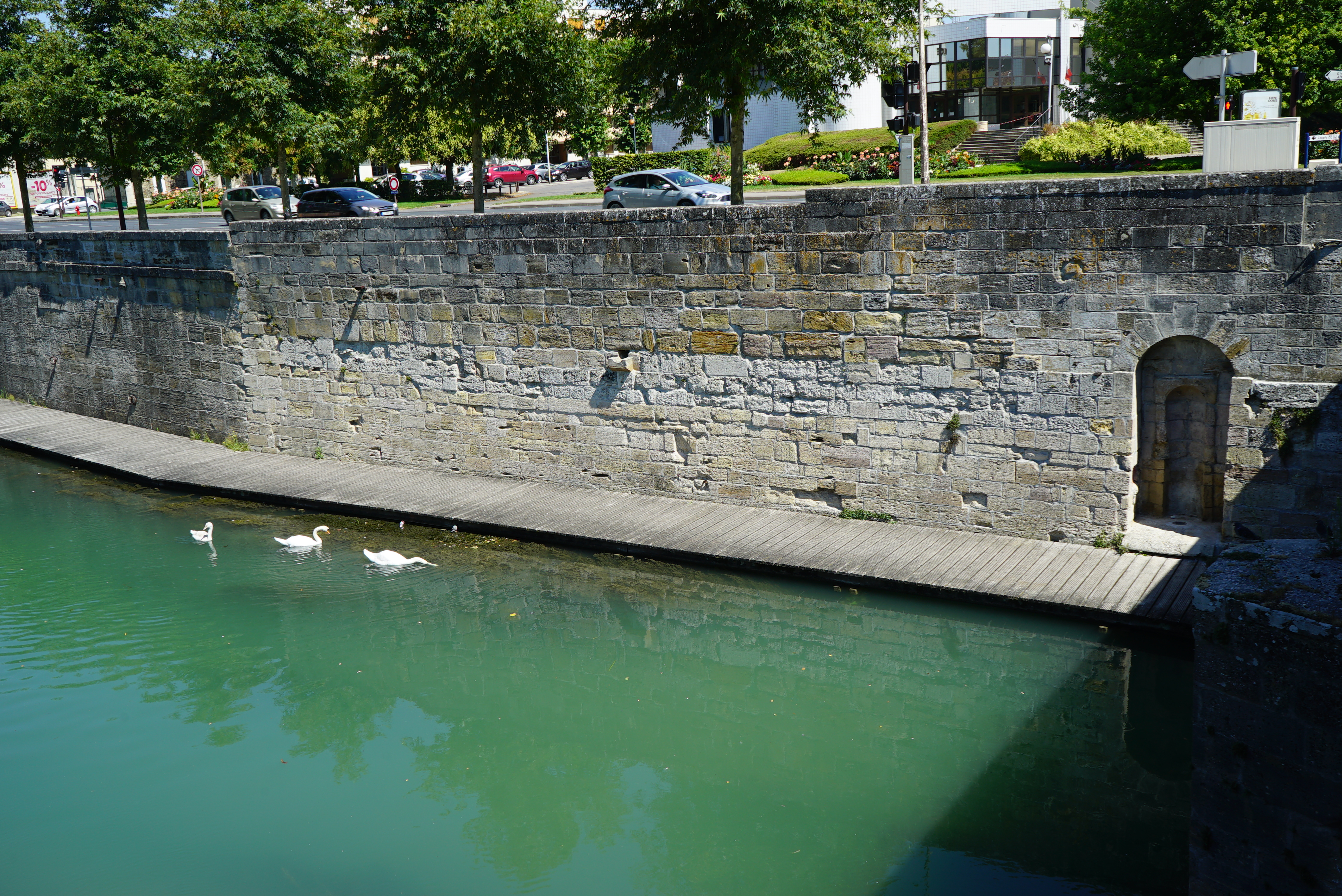
Structure de la rive nord-est en aval du pont.